# Flanders (motorfiets)
Flanders is een historisch merk van motorfietsen.
De bedrijfsnaam was Flanders Mfg. Co., Pontiac (Michigan).
De 500cc-zijklepmotoren van de door Walter Flanders overgenomen fabriek hadden de uitlaatklep en dus ook de uitlaatpijp aan de achterzijde van de cilinder. Sommige machines hadden een voor die tijd zeer zeldzame telescoopvork. Ze waren aanvankelijk bedoeld als een tweewielige auto. Aanvankelijk had Flanders een V-twin ontworpen, maar die ging niet in productie. Flanders maakte ook de krukassen voor de Ford Model T. De motorfietsproductie liep van 1911 tot ca. 1913. Toen Flanders rond 1913 failliet ging, werd de complete inboedel opgekocht door een bouwmarkt in Elkhart (Indiana). Dat bedrijf spoot de resterende voorraad motorfietsen over en voorzag ze van de naam "Elk". Deze machines werden tot in 1914 verkocht, toen de voorraad opraakte.